# Richard Glücks
Richard Glücks (ur. 22 kwietnia 1889 w Mönchengladbach, zm. 10 maja 1945 we Flensburgu) – zbrodniarz nazistowski, szef tzw. Grupy Urzędów D – Obozy Koncentracyjne (Amtsgruppe D – Konzentrationslager) w strukturach WVHA (Głównego Urzędu Gospodarczo-Administracyjnego SS), której podlegały niemieckie obozy koncentracyjne oraz SS-Gruppenführer.

## Życiorys
Urodzony w Mönchengladbach, przez pewien czas pracował w firmie ubezpieczeniowej swojego ojca, następnie w 1909 służył przez rok w wojsku, gdzie odbył szkolenie artyleryjskie. Do roku 1915 pracował on w Anglii i Argentynie jako kupiec, by następnie powrócić do służby wojskowej podczas I wojny światowej. W 1930 roku wstąpił do NSDAP (nr identyfikacyjny 214855), a w roku 1932 do SS z nr identyfikacyjnym 58703. Pod koniec II wojny światowej uzyskał w niej stopień SS-Obergruppenführera. W 1936 został adiutantem i pomocnikiem Theodora Eickego, Głównego Inspektora Obozów Koncentracyjnych. W 1939 został sukcesorem Eickego, a od 1942 był szefem Zespołu D (czyli tzw. Amstgruppe D) w WVHA. Amstgruppe D podlegały bezpośrednio wszystkie hitlerowskie obozy koncentracyjne. Glücks odpowiadał przed szefem WVHA, Oswaldem Pohlem, a stanowisko to piastował do końca wojny. 
Glücks jest odpowiedzialny za ogromny wzrost liczby obozów i przetrzymywanych w nich więźniów po wybuchu II wojny światowej, a także za wszystkie popełnione w nich zbrodnie. W szczególności odpowiada za eksploatację przymusowej pracy więźniów, ich masowe zabijanie, głodzenie, katowanie i torturowanie. Praktycznie w obozach tych umieszczano obywateli będących przedstawicielami wszystkich okupowanych przez Niemcy państw (zwłaszcza Żydów, Polaków i Rosjan). Za czasów urzędowania Glücksa utworzono takie obozy jak Auschwitz-Birkenau, Natzweiler-Struthof, Stutthof czy Gross-Rosen. Odpowiadał on także za wybudowanie i utrzymywanie w należytym stanie komór gazowych w obozach zagłady Birkenau i Majdanek, a także za dostarczanie do nich gazu Cyklon B.  
Richard Glücks popełnił samobójstwo 10 maja 1945 (zażywając cyjanek) w szpitalu niemieckiej marynarki we Flensburgu. W ten sposób uniknął odpowiedzialności za swoje zbrodnie.